# Albert van Dalsumring

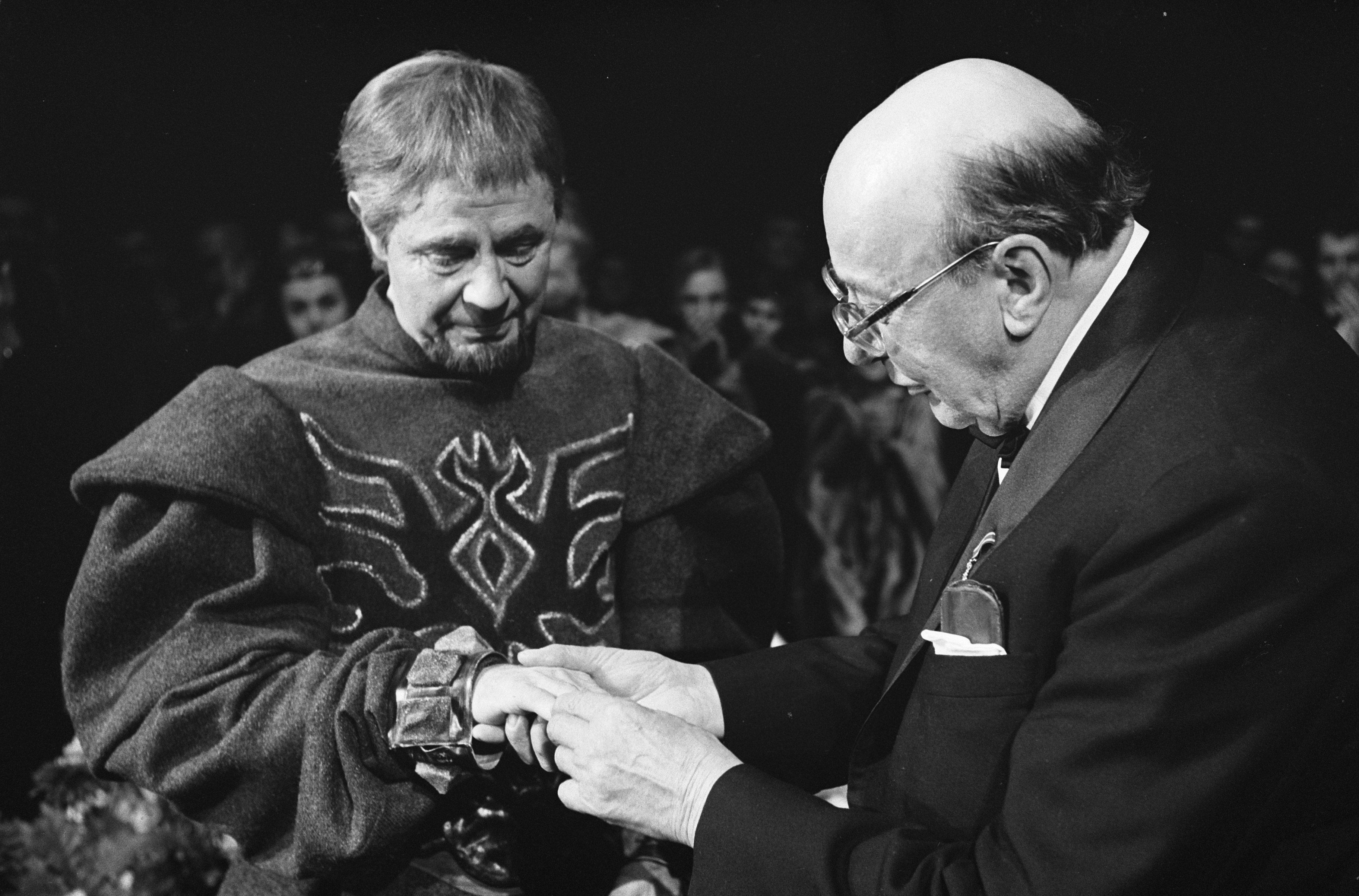
Paul Steenbergen erhält den Van Dalsumring, 1963

Der Abert van Dalsumring (auch kurz: Van Dalsumring) gilt als die bedeutendste  Auszeichnung in der niederländischen Theaterwelt.
Das Schmuckstück wird von Schauspieler zu Schauspieler weitergereicht, wobei der jeweilige Träger zu einem selbstgewählten Zeitpunkt seinen Nachfolger bestimmt. Der Ring wurde 1959 anlässlich des fünfzigjährigen Bühnenjubiläums des bedeutenden Schauspielers Albert van Dalsum (1889–1971) angefertigt.

## Träger
| Zeitspanne | Name                              |
| ---------- | --------------------------------- |
| 1959–1963  | Albert van Dalsum (1889–1971)     |
| 1963–1972  | Paul Steenbergen (1907–1989)      |
| 1972–1977  | Ko van Dijk jr. (1916–1978)       |
| 1977–1993  | Peter Oosthoek (1934–2015)        |
| 1993–2004  | Pierre Bokma (* 1955)             |
| 2004–2015  | Gijs Scholten van Aschat (* 1959) |
| 2015–heute | Hans Kesting (* 1960)             |